# Olho-d'Água do Borges
Olho-d'Água do Borges est une municipalité brésilienne située dans l'État du Rio Grande do Norte.